# Czarna Szczerbina
Czarna Szczerbina (słow. Čierna štrbina) – przełęcz w Czarnym Grzbiecie w słowackiej części Tatr Wysokich, odgałęziającym się na północny wschód od grani głównej w wierzchołku Czarnego Szczytu. Siodło leży we wschodniej grani Czarnego Szczytu, stanowiącej południową krawędź Czarnego Grzbietu. Jest to najwybitniejsze wcięcie na tym odcinku, oddzielające od siebie Czarną Kopę na zachodzie i Czarną Turniczkę na wschodzie. Znajduje się tuż poniżej wierzchołka tego ostatniego wzniesienia.
Na południe z Czarnej Szczerbiny opada do Baraniej Kotliny w Dolinie Dzikiej głęboko wcięty Komin Motyki (Motykovy komín). Ma on ok. 120 m wysokości i w dole przekształca się w żlebek kończący się w rejonie lewego końca Jakubowej Ławki, nieco na prawo od krańca Papirusowej Drabiny. Na północ od przełęczy rozciąga się natomiast Wyżnia Czarna Galeria – jedna z trzech płaśni w Czarnym Grzbiecie, nazywanych Czarnymi Galeriami.
Na Czarną Szczerbinę nie prowadzą żadne szlaki turystyczne. Najdogodniejsza droga dla taterników wiedzie na siodło od północy z Wyżniej Czarnej Galerii i jest dosyć łatwa (0+ w skali UIAA). Podobny poziom trudności prezentuje trasa z Doliny Dzikiej z obejściem Czarnej Turniczki, natomiast podejście wprost Kominem Motyki jest nadzwyczaj trudne (V).
Pierwsze wejścia na przełęcz mogły mieć miejsce podczas wejść na Czarny Szczyt, brak jednak na ich temat dokładnych informacji. Jako pierwsi Kominem Motyki weszli 27 września 1934 r. Bartholomäus Duchon, Stanisław Motyka (który został upamiętniony nazwą komina) i Matthias Nitsch.